# Onthophagus matanyo
Onthophagus matanyo é uma espécie de inseto do género Onthophagus, família Scarabaeidae, ordem Coleoptera.

## História
Foi descrita cientificamente por Huijbregts & Krikken em 2009.